# Vaires-sur-Marne
Vaires-sur-Marne (franskt uttal: [vɛːʁ syʁ maʁn]
 ( lyssna)) är en kommun i departementet Seine-et-Marne i regionen Île-de-France i norra Frankrike. Kommunen ligger i kantonen Villeparisis som tillhör arrondissementet Torcy. År 2022 hade Vaires-sur-Marne 13 791 invånare.

## Befolkningsutveckling
| Befolkningsutvecklingen i Vaires-sur-Marne 1968–2021 | Befolkningsutvecklingen i Vaires-sur-Marne 1968–2021 | Befolkningsutvecklingen i Vaires-sur-Marne 1968–2021 | Befolkningsutvecklingen i Vaires-sur-Marne 1968–2021 | Befolkningsutvecklingen i Vaires-sur-Marne 1968–2021 |
| ---------------------------------------------------- | ---------------------------------------------------- | ---------------------------------------------------- | ---------------------------------------------------- | ---------------------------------------------------- |
|                                                      |                                                      |                                                      |                                                      |                                                      |
| År                                                   |                                                      |                                                      | Folkmängd                                            |                                                      |
| 1968                                                 | 1968                                                 |                                                      | 8 455                                                |                                                      |
| 1975                                                 | 1975                                                 |                                                      | 10 019                                               |                                                      |
| 1982                                                 | 1982                                                 |                                                      | 10 812                                               |                                                      |
| 1990                                                 | 1990                                                 |                                                      | 11 194                                               |                                                      |
| 1999                                                 | 1999                                                 |                                                      | 11 772                                               |                                                      |
| 2007                                                 | 2007                                                 |                                                      | 11 765                                               |                                                      |
| 2015                                                 | 2015                                                 |                                                      | 13 579                                               |                                                      |
| 2021                                                 | 2021                                                 |                                                      | 13 518                                               |                                                      |